# Maurice Vignerot
Maurice Marie Joseph Vignerot (25 de novembro de 1879 - 28 de setembro de 1953) foi um atleta francês de croquet.
Vignerot possui uma prata olímpica, conquistada nos Jogos Olímpicos de Paris, em 1900. A prata foi conquistada na prova individual duas bolas, prova essa vencida pelo também francês Cherétien Waydelich.